# Poedit
Poedit (antes poEdit) es un editor shareware y multiplataforma de catálogos de Gettext (archivo “.po”) usado en el proceso de localización de idiomas. Está basado en código libre y abierto, aunque tiene funcionalidades prémium bajo licencia. Según el desarrollador de WordPress Thord Hedengren, Poedit es "uno de los programas más populares" para la edición de archivos de lenguaje portátil.
Está escrito en C++ y depende de algunas subclases de wxWidgets y licenciado bajo los términos de la licencia MIT.